# Битва за Мощун
Битва за Мощун — одно из самых ожесточённых сражений во время обороны Киева, продолжавшееся с 5 марта по 21 марта 2022 года, на начальной фазе российского вторжения в Украину за контроль над селом Мощун и окрестностями.
Мощунская битва стала одной из важнейших битв обороны Киева в марте 2022 года.

## Предпосылки
После высадки российского десанта в Гостомельский аэропорт основные силы российских войск пошли в массированное наступление на Киев из Беларуси из-за чернобыльской зоны отчуждения. В ходе стремительного продвижения российские оккупационные войска взяли под контроль Чернобыль, Иванков, Дымер, Бородянку, и подошли вплотную к Буче.
Отступая, украинские войска взорвали мосты через реку Ирпень с целью сдерживания наступления противника. Обстрелы и бои вдоль реки продолжались несколько дней.
5 марта, после занятия рубежа Буча-Гостомель основными силами российской армии, подразделения 76-й гвардейской десантно-штурмовой дивизии и 98-й воздушно-десантной дивизии были направлены на форсирование реки Ирпень в районе села Мощун.

## Боевые действия

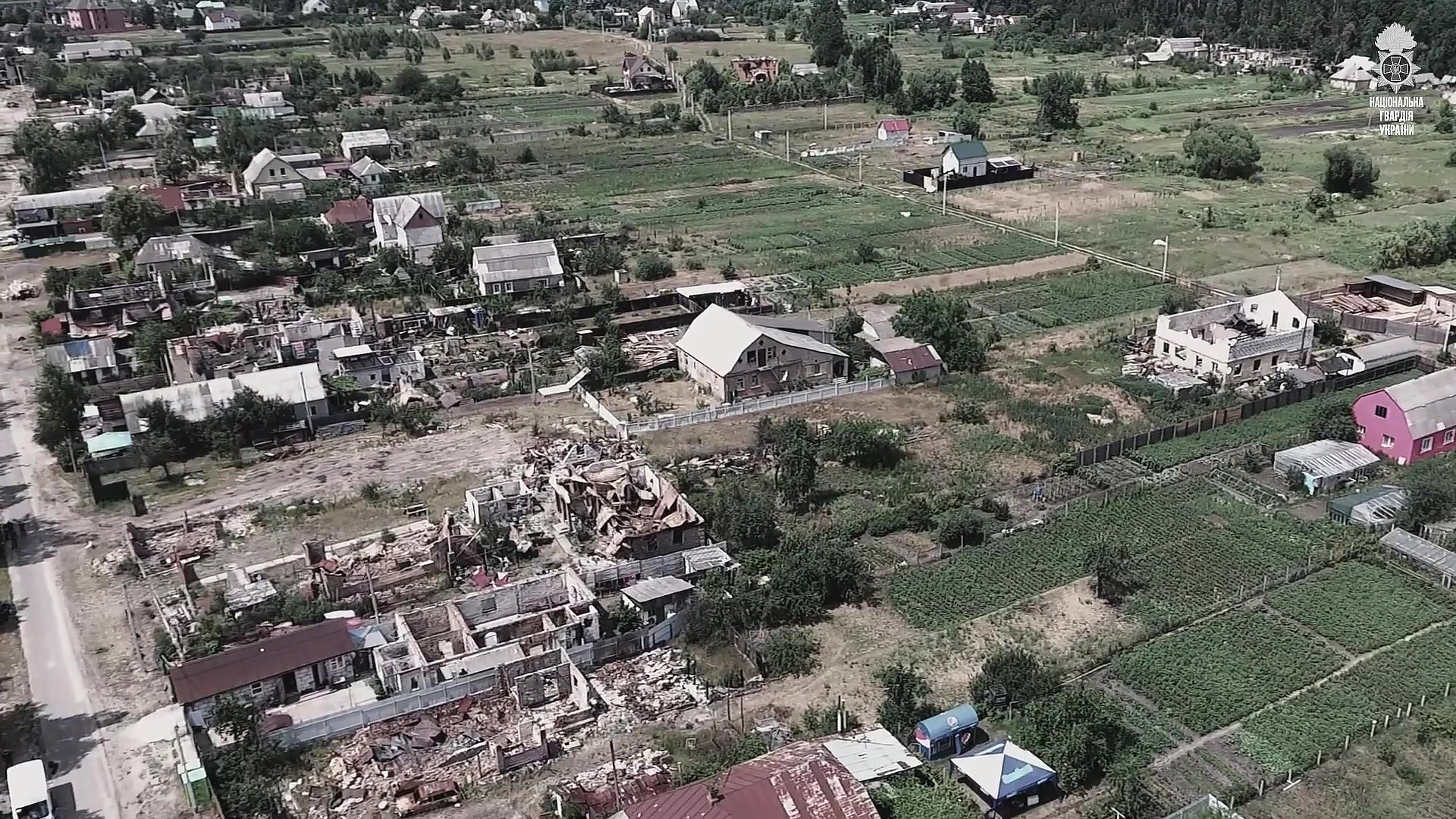
Разрушения в деревне

5 марта незначительные силы подразделений специального назначения РФ заняли северо-западную часть села.
Утром 6 марта российские войска начали форсировать реку значительными силами. К тому времени оборону села удерживала рота 72-й омехбр. Под давлением украинские бойцы отступили в центр села и перегруппировались. Тогда на подкрепление прибыли спецназовцы, вооруженные противотанковыми средствами.
Российские «Грады», артиллерийский огонь, минометные обстрелы, авиаудары, атаки с беспилотников и ударных вертолетов непрерывно накрывали деревню. Российские средства РЭБ прервали связь и вывели из строя украинские беспилотники.
К тому времени россияне столкнулись с ожесточенным сопротивлением украинской армии и сил территориальной обороны в соседнем городе Ирпень и других районах к западу от столицы. Не сумев прорвать оборону Украины там, российские оккупационные войска решили сосредоточиться на продвижении в Киев через Мощун.
В самом начале войны ВСУ взорвали часть Козаровицкой дамбы для перетока воды из  Киевского водохранилища в реку Ирпень. Это привело к выходу реки из берегов на 1,5—2 метра, что затрудняло её форсирование российской армией. Выход реки из берегов практически сделал невозможным российским войскам, дислоцированным в Гостомеле, пройти на Мощун.
Под давлением российских войск украинские формирования отступили в центр деревни и перегруппировались. Вскоре на подкрепление прибыли подразделения Силы специальных операций Украины с противотанковым вооружением.
К середине марта российские войска всё еще получали ожесточенный отпор от ВСУ в соседнем Ирпене и других городах на запад от Киева. Провалив попытки прорваться в других городах российское командование приняло решение бросить все силы на прорыв через Мощун.
Приблизительно 14 марта командир 72-й омехбр Александр Вдовиченко в разговоре с Главнокомандующим ВСУ Валерием Залужным предложил украинским силам отступить из Мощуна, на что Залужный ответил: «Если отойдете — дальше Киев». Командование решило продолжать оборону села. Полковник Вдовиченко принял решение поменять тактику. Он начал производить ротацию сил не реже, чем раз в три дня, и ввел в бой дополнительный батальон.
Несколько дней спустя украинские войска окружили село и взяли его в огневой мешок, плотно обстреливая застрявшие в селе подразделения ВС РФ и все подразделения, пытавшиеся прибыть к ним по переправе на подкрепление. В завершение операции ВСУ вытеснили российские подразделения из Мощуна через Ирпень (река).
21 марта ВСУ окончательно зачистили прилегающие территории и освободили Мощун от российской оккупации.

## Значение
Мощун стал одним из аванпостов обороны Киева. На небольшое село Мощун — стратегическую точку, которую необходимо было взять россиянам, чтобы выйти на Киев — противник[чей?] бросил войска, ствольную и реактивную артиллерию, минометы, авиацию. Несмотря на затруднение, украинской армии удалось остановить массированное наступление противника и в дальнейшем оттеснить российские войска на левый берег реки Ирпень. Неудачи российских войск у Мощуна, Ирпеня, Макарова и других населённых пунктов заставили их в итоге отступить с территории Киевской области.

## Потери

### Россия
По данным расследования Радио Свобода, в битве погибли около сотни российских военнослужащих. Они принадлежали к 76-й, 98-й и 106-й дивизиям ВДВ, а также 155-й и 40-й бригадам морской пехоты. Не менее 45 десантников потерял только 331-й гвардейский парашютно-десантный полк 98-й дивизии. Погибли не менее 3 лауреатов медали «За возвращение Крыма». В деревне было уничтожено или покинуто около 30 единиц российской военной и инженерной техники. Не менее 5 участников битвы (из которых трое посмертно) получили звание «Герой Российской Федерации».